# Ingeborg-Bachmann-Preis 1999
Der Ingeborg-Bachmann-Preis 1999 war der 23. Wettbewerb um den Literaturpreis bei den Tagen der deutschsprachigen Literatur. Die Veranstaltung fand vom 23. bis 27. Juni 1999 im Klagenfurter ORF-Theater des Landesstudios Kärnten statt.

## Autoren

### Erster Lesetag
- Katharina Hacker: Tage
- Thomas Kapielski: Baden-Baden
- Patricia Görg: Glücksspagat
- Christian Uetz: Hirnhelle Heroine
- Gudrun Seidenauer: Leise Hände (Romanauszug aus Der Kunstmann)
- Vladimir Vertlib: Innere Werte

### Zweiter Lesetag
- Monika Helfer: Mein Mörder (Romanauszug)
- Thomas Jonigk: Jupiter
- Terézia Mora: Der Fall Ophelia
- Ruth Erat: Moosbrand (Auszug)
- Ursula Fricker: Da sind schon ganz andere gescheitert
- Thor Kunkel: Das Doppelleben der Amöbe

### Dritter Lesetag
- Peter Stamm: Passion
- Stefan Beuse: Verschlußzeit
- Aglaja Veteranyi: Warum das Kind in der Polenta kocht
- Christian Mähr: San Borondon

## Juroren
- Dieter Bachmann
- Silvia Bovenschen
- Thomas Hettche
- Ulrike Längle
- Iris Radisch
- Hardy Ruoss
- Robert Schindel (Juryvorsitz)

## Preisträger
- Ingeborg-Bachmann-Preis (dotiert mit 250.000 ÖS): Terézia Mora
- Preis des Landes Kärnten (dotiert mit 120.000 ÖS): Stefan Beuse
- Ernst-Willner-Preis (160.000 ÖS): Thor Kunkel
- 3sat-Stipendium (dotiert mit 6.000 DM): Christian Uetz
- Telekom-Stipendium (50.000 ÖS): Patricia Görg